# Renauldia mexicana
Renauldia mexicana är en bladmossart som beskrevs av H. Crum 1952. Renauldia mexicana ingår i släktet Renauldia och familjen Pterobryaceae. Inga underarter finns listade i Catalogue of Life.